# Inferiolabiata labiata
Inferiolabiata labiata is een hydroïdpoliep uit de familie Stylasteridae. De poliep komt uit het geslacht Inferiolabiata. Inferiolabiata labiata werd in 1879 voor het eerst wetenschappelijk beschreven door Moseley. 